# Torymus rosariae
Torymus rosariae is een vliesvleugelig insect uit de familie Torymidae. De wetenschappelijke naam is voor het eerst geldig gepubliceerd in 1998 door Graham & Gijswijt.